# 默內什蒂鄉 (普拉霍瓦縣)
44°52′N 25°51′E / 44.867°N 25.850°E
默內什蒂鄉（羅馬尼亞語：Comuna Mănești, Prahova），是羅馬尼亞的鄉份，位於該國中南部，由普拉霍瓦縣負責管轄，面積48平方公里，海拔高度179米，2007年人口4,098，人口密度每平方公里85人。